# Heidegrashüpfer

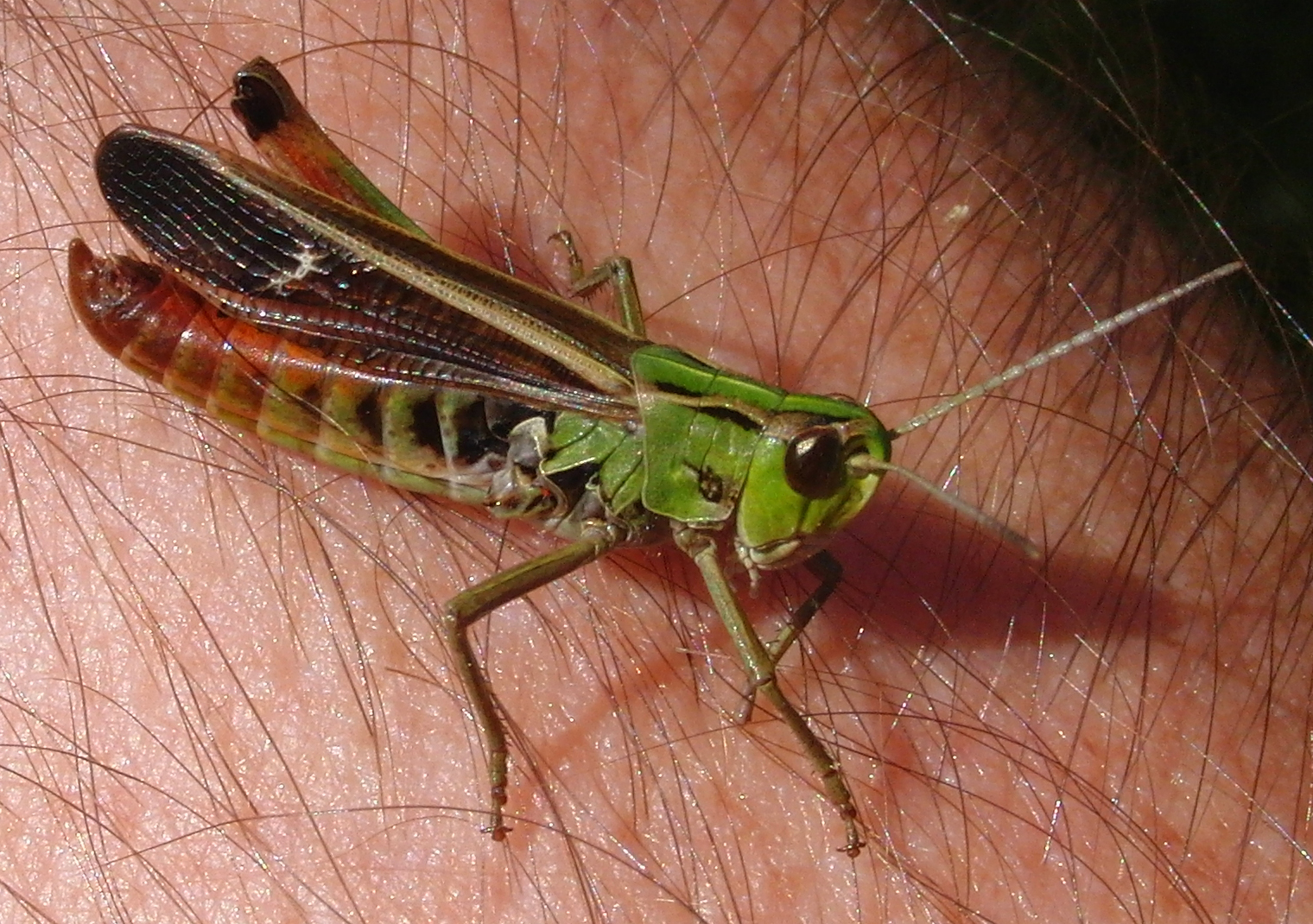
Männlicher Heidegrashüpfer. Das rechte Hinterbein fehlt.

Der Heidegrashüpfer (Stenobothrus lineatus), auch Großer Heidegrashüpfer genannt, ist eine mittelgroße Art in der Familie der Feldheuschrecken (Acrididae) und gehört in die Ordnung der Kurzfühlerschrecken (Caelifera).

## Merkmale
Der Heidegrashüpfer ist erkennbar an seiner kontrastreichen Färbung, den deutlich einwärts gebogenen Kielen des Halsschildes und dem schmalen Präcostalfeld an den breiten Flügeln. Wichtige Kennzeichen sind ein schräger, weißer Fleck kurz hinter der Flügelmitte und das breite, aber nicht über die halbe Flügellänge reichende Medialfeld (Unterschied zu S. nigromaculatus). Es gibt aber auch auffällige Farbvarianten wie komplett lilablau gefärbte Tiere. Die Männchen des Heidegrashüpfers werden etwa 15 bis 19 Millimeter lang, die Weibchen erreichen eine Größe von 21 bis 26 Millimetern. Er ist damit die größte mitteleuropäische Art innerhalb der Gattung Stenobothrus.
Charakteristisch ist vor allem sein einzigartiger, etwa 5 m weit hörbarer Gesang, ein merkwürdiges auf- und absteigendes Sirren, das 10 bis 20s andauert.

## Lebensweise
Der Heidegrashüpfer ernährt sich von verschiedenen Gräsern und Kräuterarten. Er legt seine Eier in die unteren Blattscheiden von Gräsern, so dass seine Bestände durch tiefen Verbiss (Schafe, Ziegen) oder Intensivmahd geschädigt werden.
Der Heidegrashüpfer lebt in dauerhaft kurzrasigen Bereichen von Sandrasen, Weiden und Felskuppen, allgemein in Trockengebieten. Er bevorzugt nach Süden offene, steilere Triften und Böschungen, vorzugsweise nicht zu oft und intensiv mit Schafen beweidet. Auffällig ist seine Beziehung zu Schattenplätzen (Stauden, Blöcke), die ihm erlauben, seine Körpertemperatur zu regulieren.
Adulte Tiere können von Anfang Juli bis Oktober angetroffen werden.
Flächen, auf denen günstige Verhältnisse von Natur aus herrschen sind selten, auch deshalb gilt der Heidegrashüpfer in einigen Bundesländern als gefährdet (SH, B, NS, RLP, S) oder ausgestorben (Hamburg).

## Verbreitung
Er kommt in ganz Kontinentaleuropa außer dem Norden und in Großbritannien vor, in Deutschland wird er nach Norden seltener und fehlt im nördlichen Schleswig-Holstein.